# Parageron beijingensis
Parageron beijingensis is een vliegensoort uit de familie van de wolzwevers (Bombyliidae). De wetenschappelijke naam van de soort is voor het eerst geldig gepubliceerd in 1994 door Yang en Yang.